# Platycerus marginalis
Platycerus marginalis là một loài bọ cánh cứng trong họ Lucanidae. Loài này được Casey mô tả khoa học năm 1897.